# Mayger
Mayger az Amerikai Egyesült Államok északnyugati részén, Oregon állam Columbia megyéjében elhelyezkedő önkormányzat nélküli település.
Fő bevételi forrása a halászat.
Frenchman Charles Mayger faipari vállalatát 1886-ban eladta William F. Slaughternek. Az 1869 és 1961 között működő posta első vezetője Mayger volt.

## Fordítás
- Ez a szócikk részben vagy egészben  a   Mayger, Oregon című angol Wikipédia-szócikk ezen változatának fordításán alapul.  Az eredeti cikk szerkesztőit annak laptörténete sorolja fel. Ez a jelzés csupán a megfogalmazás eredetét és a szerzői jogokat jelzi, nem szolgál a cikkben szereplő információk forrásmegjelöléseként.